# Facinet Conte
Pour l’article homonyme, voir Conte (homonymie).
Facinet Conte né le 24 mars 2005 à Conakry en Guinée, est un footballeur international guinéen qui évolue au poste d'attaquant au BSC Young Boys.

## Biographie

### En club
Né à Conakry en Guinée, Facinet Conte commence le football dans son pays natal, à la Siaka Académie Foot. Il rejoint ensuite le SC Bastia, qui lui fait signer un contrat de trois ans après un essai durant lequel il joue deux matchs amicaux en décembre 2022.
Il joue son premier match en professionnel le 28 août 2023 à l'occasion de la quatrième journée de la saison 2023-2024 de Ligue 2 face à l'ESTAC Troyes. Il entre en jeu et se fait remarquer en inscrivant ses deux premiers buts, participant ainsi à la victoire de son équipe par trois buts à deux,. Il marque de nouveau après être entré en jeu le 26 septembre 2023, contre le Pau FC le 26 septembre 2023 mais ne peut empêcher la défaite des siens (1-4 score final).
Lors de l'été 2024, Facinet Contre rejoint la Suisse en signant en faveur du BSC Young Boys. Le transfert est officialisé le 17 mai 2024 et il signe un contrat de cinq ans, soit jusqu'en juin 2029.

### En sélection
Le 23 décembre 2023, Facinet Conte est retenu dans la liste des vingt-cinq joueurs guinéens sélectionnés par Kaba Diawara pour disputer la Coupe d'Afrique des nations 2023. Il est l'une des surprises de cette liste. Le 8 janvier 2024, Conte honore sa première sélection lors d'un match amical face à au Nigeria. Il entre en jeu et contribue à la victoire de son équipe en marquant également son premier but en sélection (2-0 score final),.

## Vie privée
Orphelin, Facinet Conté est adopté par un commandant de bord marocain travaillant chez Air France.